# Martial Mischler
Martial Mischler (ur. 6 lipca 1964 w Strasburgu) – francuski zapaśnik w stylu klasycznym. Trzykrotny olimpijczyk. Szósty w Los Angeles 1984, piąty w Seulu 1988 i jedenasty w Barcelonie 1992. Startował w kategorii 74–82 kg. Piąty na mistrzostwach świata w 1989. Szósty w mistrzostwach Europy w 1986. Zdobył trzy medale na igrzyskach śródziemnomorskich, złoto w 1993 roku.